# 韓國中央行政機關

韩国政府识别标志（2016年4月启用至今）

韩国政府识别标志（2016年4月前）

中央行政機關（韩语：／ Jungang haengjeong gigwan */?），是由韓國總統所領導的中央政府，並由國務總理統籌各部門的運作。尹锡悦政府改組後，目前共設19部、4處、18廳、7委員會、2院、4室。

## 種類
- 部：直屬於國務總理，執行總統決策或其他屬於行政單位的機關。
- 處：直屬於國務總理，負責跨領域政務的政策形成與統合。
- 廳：負責特定領域的政務，在施政上具有一定的自主權。通常附屬於部之下。
- 委員會：對行政機關負責的政務給予諮詢。採取合議制運作。
- 院：直屬於總統，關於國家安全保障與緊急危難的相關主管機關。
- 室：輔佐總統與國務總理的幕僚機關。

## 部門列表
| 設置法源分類 憲法規定設置 監查院 《政府組織法》規定設置 總統秘書室 國家安保室 总统警护处 國家情報院 国务调整室 國務總理秘書室 （ 朝鲜语 ： 대한민국 국무총리비서실） 人事革新處 （ 朝鲜语 ： 대한민국 인사혁신처） 法制處 食品醫藥品安全處 （ 朝鲜语 ： 대한민국 식품의약품안전처） 企划财政部 國稅廳 關稅廳 （ 朝鲜语 ： 대한민국 관세청） 調達厅 （ 朝鲜语 ： 대한민국 조달청） 統計廳 教育部 科學技术情報通信部 外交部 统一部 法務部 檢察廳 國防部 兵务厅 防衛事業廳 行政安全部 警察廳 消防厅 國家報勳部 文化体育观光部 國家遺產廳 農林畜產食品部 農村振興廳 山林廳 產業通商資源部 特許廳 保健福祉部 環境部 氣象廳 僱傭勞動部 女性家族部 國土交通部 海洋水產部 海洋警察廳 中小风险企业部 特別法規定設置 放送通信委員會 公正交易委員會 金融委員會 國民權益委員會 原子力安全委員會 行政中心複合都市建設廳 新萬金開發廳 | 機關類型分類 部 企劃財政部 教育部 科學技術情報通信部 外交部 統一部 法務部 國防部 行政安全部 国家报勋部 文化體育觀光部 農林畜產食品部 產業通商資源部 保健福祉部 環境部 雇傭勞動部 女性家族部 國土交通部 海洋水產部 中小企业创业部 處 总统警护处 人事革新处 法制處 食品醫藥品安全處 廳 國稅廳 關稅廳 調達厅 統計廳 檢察廳 兵務廳 防衛事業廳 警察廳 消防厅 文化財廳 農村振興廳 山林廳 特許廳 氣象廳 行政中心複合都市建設廳 新萬金開發廳 海洋警察廳 委员會 廣播通信委員會 公正交易委員會 金融委員會 國民權益委員會 原子力安全委員會 院 監查院 國家情報院 室 總統秘書室 國家安保室 國務調整室 國務總理秘書室 | 機關級別分類 副總理級機關 監查院 企劃財政部 教育部 部長級機關 國家情報院 總統秘書室 國家安保室 國務調整室 科学技术資訊通信部 教育部 外交部 統一部 法務部 國防部 行政安全部 國家報勳部 文化體育觀光部 農林畜產食品部 產業通商資源部 保健福祉部 環境部 雇傭勞動部 女性家族部 國土交通部 海洋水產部 中小企业创业部 檢察廳 廣播通信委員會 公正交易委員會 金融委員會 國民權益委員會 次長級機關 國務總理秘書室 总统警护处 人事革新处 法制處 食品醫藥品安全處 國稅廳 關稅廳 采购廳 統計廳 兵務廳 防衛事業廳 警察廳 消防厅 文化財廳 農村振興廳 山林廳 特許廳 氣象廳 行政中心複合都市建設廳 新萬金開發廳 海洋警察厅 原子力安全委員會 |

## 組織演變
韓國的《政府組織法》於1973年制定，後於1998年2月28日、2002年1月19日、2008年2月29日、2013年3月23日進行修正，最近一次修正是在2017年5月。

### 1998年2月28日後的行政部門
1998年2月，金大中政府上台後，進行了政府改造。以下是1998年2月28日後各行政部門：（17部、2處、14廳）
- 財政經濟部、外交通商部、國防部、統一部、教育部、科學技術部、行政自治部、法務部、产業資源部、建設交通部、資訊通信部、保健福祉部、文化觀光部、環境部、勞動部、農林部、海洋水产部
- 法制處、國家報勳處（次官級）
- 檢察廳（廳單位中的唯一部長級機關，屬法務部管轄）、國稅廳、關稅廳、調達廳、統計廳、氣象廳、鐵道廳、兵務廳、警察廳、海洋警察廳、農村振興廳、山林廳、中小企業廳、特許廳

### 2002年1月19日後的行政部門
以下是2002年1月19日後各行政部門：（17部、4處、14廳）
- 財政經濟部、行政自治部、外交通商部、國防部、統一部、教育人力資源部、科學技術部、法務部、产業資源部、建設交通部、資訊通信部、保健福祉部、文化觀光部、環境部、勞動部、農林部、海洋水產部
- 法制處、國家報勳處、國政宣傳處、企劃預算處
- 檢察廳、國稅廳、關稅廳、調達廳、統計廳、氣象廳、鐵道廳、兵務廳、警察廳、海洋警察廳、農村振興廳、山林廳、中小企業廳、特許廳

#### 附註
- 教育部下的文化財管理局，於1995年5月升格為文化財廳
- 1999年5月24日國政宣傳處、企劃預算處成立
- 2001年教育部更名為教育与人的資源部
- 財政經濟部部長由经济副总理兼任（2001-2008年，2013年恢復）
- 教育与人的資源部部長由教育副总理兼任（2004-2008年）
- 科學技術部部長由科学技术副总理兼任（2004年-2008年）
- 消防防災廳於2004年6月1日成立，由行政自治部管轄
- 建設交通部下的鐵道廳，於2005年1月1日改組為韓國鐵道公社
- 女性家族部於2005年6月23日成立
- 防衛事業廳於2006年1月1日成立，由國防部管轄
- 行政中心複合都市建設廳於2006年1月1日改組，由建設交通部管轄
- 自2002年至2008年，韓國政府組織共為15部、4處、16廳

### 2008年2月29日後的行政部門
2008年2月，李明博政府上台後，進行了政府改造。以下是2008年2月29日後各行政部門：（15部、2處、18廳）
- 行政安全部（原行政自治部、青瓦台的國家非常企劃委員會和中央人事委員會），下轄：警察廳、消防防災廳
- 外交通商部
- 教育科学技術部（原教育人力資源部與科學技術部）
- 企划财政部（原財政經濟部與企劃預算處），下轄：國稅廳、關稅廳、調達廳和統計廳
- 國防部，下轄：兵务厅、防衛事業廳
- 法務部
- 國土海洋部（原海洋水产部的一部份），下轄：海洋警察廳（平時管轄）、行政中心複合都市建設廳
- 统一部
- 环境部，下轄：氣象廳（由原科學技術部轉移至環境部管轄）
- 勞動部

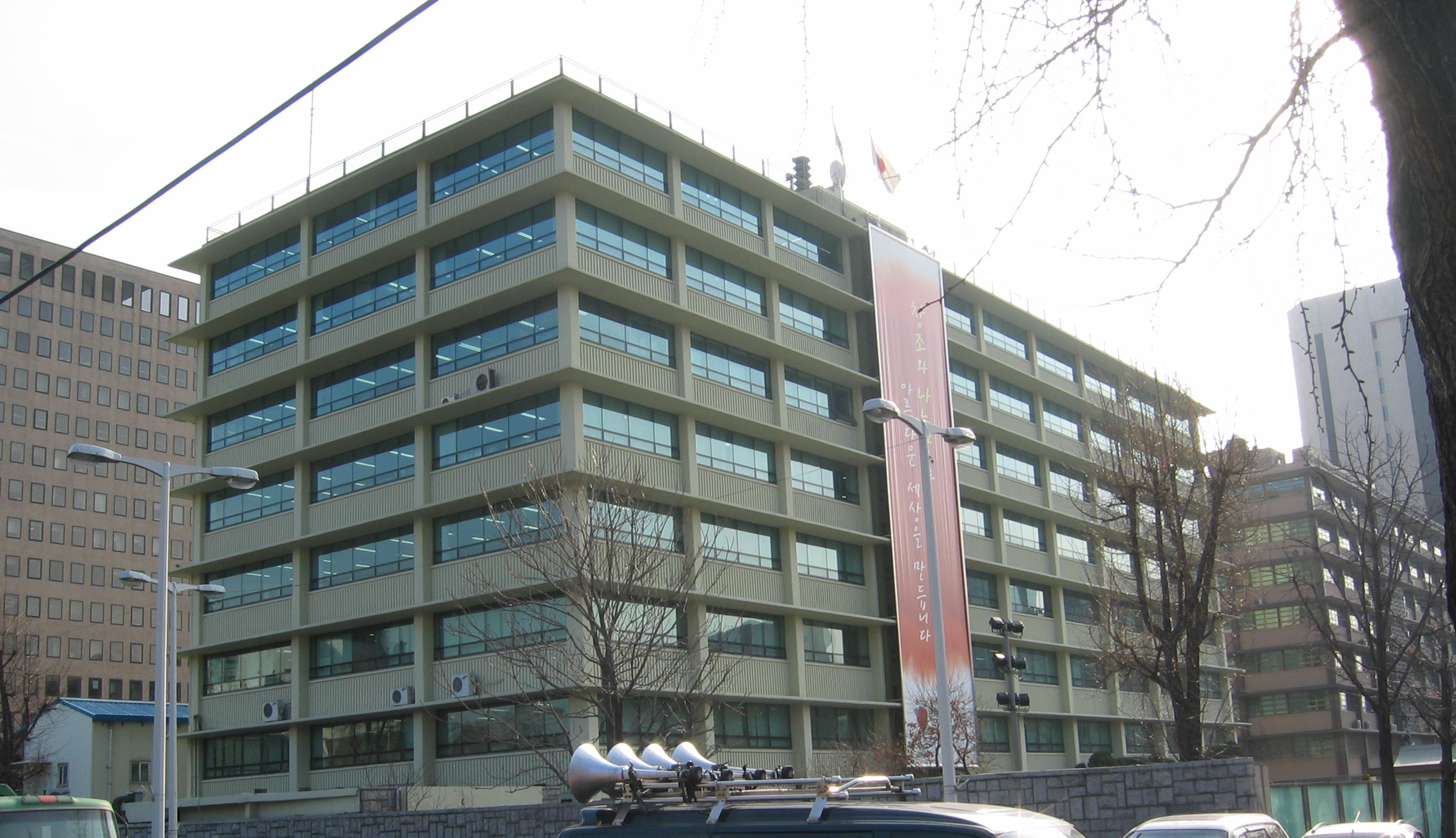
文化體育觀光部

- 文化体育观光部（原文化觀光部與國政宣傳處），下轄：文化財廳
- 農林水產食品部（原農林部與海洋水产部的一部份），下轄：農村振興廳、山林廳
- 知識經濟部（原資訊通信部與科學技術部的一部份），下轄：中小企業廳、特許廳
- 保健福祉部，下轄：食品醫藥品安全廳
- 女性家族部
- 法制處
- 國家報勳處
- 檢察廳（廳單位中的唯一部長級機關，屬法務部管轄）

### 2013年3月23日後的行政部門
2013年2月，朴槿惠政府上台後，進行了政府改造。歷時近一個月，國會於3月22日通過《政府組織法》修訂案。以下是2013年3月22日後各行政部門：（17部、3處、17廳）  。
- 企划财政部（部長由副總理兼任），下轄：國稅廳、關稅廳、調達廳和統計廳
- 未來創造科學部（原教育科学技術部與知識經濟部、放送通信委員會的一部份）
- 教育部（原教育科学技術部）
- 產業通商資源部（原知識經濟部與外交通商部的一部份），下轄：中小企業廳、特許廳
- 外交部
- 國防部，下轄：兵務廳、防衛事業廳
- 法務部
- 安全行政部（原行政安全部），下轄：警察廳、消防防災廳
- 统一部
- 國土交通部（原國土海洋部的一部份），下轄：行政中心複合都市建設廳
- 文化体育观光部，下轄：文化財廳
- 保健福祉部
- 环境部，下轄：氣象廳
- 勞動部
- 女性家族部
- 農林畜產部（原農林水產食品部的一部份），下轄：農村振興廳、山林廳
- 海洋水產部（重新設置，原國土海洋部與農林水產食品部的一部份），下轄：海洋警察廳
- 食品醫藥品安全處（原食品醫藥品安全廳升格）
- 法制處
- 國家報勳處
- 檢察廳（廳單位中的唯一部長級機關，屬法務部管轄）

### 2014年11月19日後的行政部門
- 因世越號沉沒事故自該日起修正政府組織法，解散海洋警察廳；併入國民安全處的海洋警備安全本部。
- 人事革新处（直属国务总理）

### 2017年5月10日后的行政部门
2017年5月文在寅政府上台后，进行了政府改造，以下是2017年7月26日后各行政部门：（2院、4室、18部、5处、17厅、5委员会）
- 监查院、国家情报院。
- 总统秘书室、国家安保室、国务调整室、国务总理秘书室。
- 总统警护处（原总统警护室）、国家报勋处、人事革新处、法制处、食品医药品安全处。
- 企划财政部、教育部、科学技术資訊通信部（原未来创造科学部）、外交部、统一部、法务部、国防部、行政安全部（原行政自治部）、文化体育观光部、农林畜产食品部、产业通商资源部、保健福祉部、环境部、雇佣劳动部、女性家族部、国土交通部、海洋水产部、中小风险企业部（原中小企业厅）。
- 国税厅、关税厅、采购厅、统计厅、检察厅、兵务厅、防卫事业厅、警察厅、消防厅（原消防防灾厅）、文化财厅、农村振兴厅、山林厅、特許厅、气象厅、行政中心复合都市建设厅、新万金开发厅、海洋警察厅。
- 广播通信委员会、公正交易委员会、金融委员会、国民权益委员会、原子力安全委员会。

## 结构图
以下是2017年7月26日后韩国政府组织结构图。
|                    |                    |                    |                    |                                      |                                      |                                      |                                      |                                      |                                      |                                      |                                      |                      |                |                |                |                                        |                                        |                                        |                                        |                                        |                                        |                                        |                                        |
|                    |                    |                    |                    |                                      |                                      |                                      |                                      |                                      |                                      | 总统                                 |                                      |                      |                |                |                |                                        |                                        |                                        |                                        |                                        |                                        |                                        |                                        |
|                    |                    |                    |                    |                                      |                                      |                                      |                                      |                                      |                                      |                                      |                                      |                      |                |                |                |                                        |                                        |                                        |                                        |                                        |                                        |                                        |                                        |
|                    |                    |                    |                    |                                      |                                      |                                      |                                      |                                      |                                      |                                      |                                      |                      |                |                |                |                                        |                                        |                                        |                                        |                                        |                                        |                                        |                                        |
|                    |                    |                    |                    |                                      |                                      | 總統秘書室                           | 總統秘書室                           |                                      | 國家安保室                           | 國家安保室                           |                                      |                      | 總統警護室     | 總統警護室     |                | 國家人權委員會                         | 國家人權委員會                         |                                        |                                        |                                        |                                        |                                        |                                        |
|                    |                    |                    |                    |                                      |                                      |                                      |                                      |                                      |                                      |                                      |                                      |                      |                |                |                |                                        |                                        |                                        | 國家安全保障會議                       |                                        |                                        |                                        |                                        |
|                    |                    |                    |                    |                                      |                                      |                                      |                                      |                                      |                                      |                                      |                                      | 民主和平统一咨询会议 |                |                |                |                                        |                                        |                                        |                                        |                                        |                                        |                                        |                                        |
|                    |                    |                    |                    |                                      |                                      |                                      |                                      |                                      |                                      |                                      |                                      |                      |                |                |                |                                        |                                        |                                        | 国民经济咨询会议                       |                                        |                                        |                                        |                                        |
|                    |                    |                    |                    |                                      |                                      | 监查院                               | 监查院                               |                                      | 國家情報院                           | 國家情報院                           |                                      |                      | 廣播通信委員會 | 廣播通信委員會 |                |                                        |                                        |                                        | 国家教育科学技术咨询会议               | 国家教育科学技术咨询会议               | 国家教育科学技术咨询会议               | 国家教育科学技术咨询会议               |                                        |
|                    |                    |                    |                    |                                      |                                      |                                      |                                      |                                      |                                      |                                      |                                      |                      |                |                |                |                                        |                                        |                                        |                                        |                                        |                                        |                                        |                                        |
|                    |                    |                    |                    |                                      |                                      |                                      |                                      |                                      |                                      | 国务总理                             |                                      |                      |                |                |                |                                        |                                        |                                        |                                        |                                        |                                        |                                        |                                        |
|                    |                    |                    |                    |                                      |                                      |                                      |                                      |                                      |                                      |                                      |                                      |                      |                |                |                |                                        |                                        |                                        |                                        |                                        |                                        |                                        |                                        |
|                    |                    |                    |                    |                                      |                                      |                                      |                                      |                                      |                                      |                                      |                                      |                      |                |                |                |                                        |                                        |                                        |                                        |                                        |                                        |                                        |                                        |
|                    |                    |                    |                    |                                      |                                      |                                      |                                      |                                      | 国务调整室                           | 国务调整室                           |                                      |                      | 国务总理秘书室 | 国务总理秘书室 |                |                                        |                                        |                                        |                                        |                                        |                                        |                                        |                                        |
|                    |                    |                    |                    |                                      |                                      |                                      |                                      |                                      |                                      |                                      |                                      |                      |                |                |                |                                        |                                        |                                        |                                        |                                        |                                        |                                        |                                        |
|                    |                    |                    |                    |                                      |                                      |                                      |                                      |                                      |                                      |                                      |                                      |                      |                |                |                |                                        |                                        |                                        |                                        |                                        |                                        |                                        |                                        |
|                    |                    |                    |                    |                                      |                                      | 國家報勳處                           | 國家報勳處                           |                                      | 人事革新处                           | 人事革新处                           |                                      |                      | 法制处         | 法制处         |                | 食品医药品安全处                       | 食品医药品安全处                       |                                        |                                        |                                        |                                        |                                        |                                        |
|                    |                    |                    |                    |                                      |                                      |                                      |                                      |                                      |                                      |                                      |                                      |                      |                |                |                |                                        |                                        |                                        |                                        |                                        |                                        |                                        |                                        |
|                    |                    |                    |                    |                                      |                                      |                                      |                                      |                                      |                                      |                                      |                                      |                      |                |                |                |                                        |                                        |                                        |                                        |                                        |                                        |                                        |                                        |
|                    |                    |                    |                    |                                      |                                      | 公正交易委員會                       | 公正交易委員會                       |                                      | 金融委员会                           | 金融委员会                           |                                      |                      | 國民權益委員會 | 國民權益委員會 |                | 原子力安全委员会                       | 原子力安全委员会                       |                                        |                                        |                                        |                                        |                                        |                                        |
|                    |                    |                    |                    |                                      |                                      |                                      |                                      |                                      |                                      |                                      |                                      |                      |                |                |                |                                        |                                        |                                        |                                        |                                        |                                        |                                        |                                        |
| 企划财政部         | 企划财政部         | 企划财政部         | 企划财政部         | 国税厅 \| 关税厅 \| 调达厅 \| 统计厅 | 国税厅 \| 关税厅 \| 调达厅 \| 统计厅 | 国税厅 \| 关税厅 \| 调达厅 \| 统计厅 | 国税厅 \| 关税厅 \| 调达厅 \| 统计厅 | 国税厅 \| 关税厅 \| 调达厅 \| 统计厅 | 国税厅 \| 关税厅 \| 调达厅 \| 统计厅 | 国税厅 \| 关税厅 \| 调达厅 \| 统计厅 | 国税厅 \| 关税厅 \| 调达厅 \| 统计厅 | 教育部               | 教育部         | 教育部         | 教育部         |                                        |                                        |                                        |                                        |                                        |                                        |                                        |                                        |
| 科學技術情報通信部 | 科學技術情報通信部 | 科學技術情報通信部 | 科學技術情報通信部 |                                      |                                      |                                      |                                      |                                      |                                      |                                      |                                      | 外交部               | 外交部         | 外交部         | 外交部         |                                        |                                        |                                        |                                        |                                        |                                        |                                        |                                        |
| 统一部             | 统一部             | 统一部             | 统一部             |                                      |                                      |                                      |                                      |                                      |                                      |                                      |                                      | 法务部               | 法务部         | 法务部         | 法务部         | 检察厅                                 | 检察厅                                 | 检察厅                                 | 检察厅                                 | 检察厅                                 | 检察厅                                 | 检察厅                                 | 检察厅                                 |
| 国防部             | 国防部             | 国防部             | 国防部             | 兵务厅 \| 防衛事業廳                 | 兵务厅 \| 防衛事業廳                 | 兵务厅 \| 防衛事業廳                 | 兵务厅 \| 防衛事業廳                 | 兵务厅 \| 防衛事業廳                 | 兵务厅 \| 防衛事業廳                 | 兵务厅 \| 防衛事業廳                 | 兵务厅 \| 防衛事業廳                 | 行政安全部           | 行政安全部     | 行政安全部     | 行政安全部     | 警察厅 \| 消防厅                       | 警察厅 \| 消防厅                       | 警察厅 \| 消防厅                       | 警察厅 \| 消防厅                       | 警察厅 \| 消防厅                       | 警察厅 \| 消防厅                       | 警察厅 \| 消防厅                       | 警察厅 \| 消防厅                       |
| 文化體育觀光部     | 文化體育觀光部     | 文化體育觀光部     | 文化體育觀光部     | 文化財廳                             | 文化財廳                             | 文化財廳                             | 文化財廳                             | 文化財廳                             | 文化財廳                             | 文化財廳                             | 文化財廳                             | 農林畜產食品部       | 農林畜產食品部 | 農林畜產食品部 | 農林畜產食品部 | 农村振兴厅 \| 山林厅                   | 农村振兴厅 \| 山林厅                   | 农村振兴厅 \| 山林厅                   | 农村振兴厅 \| 山林厅                   | 农村振兴厅 \| 山林厅                   | 农村振兴厅 \| 山林厅                   | 农村振兴厅 \| 山林厅                   | 农村振兴厅 \| 山林厅                   |
| 產業通商資源部     | 產業通商資源部     | 產業通商資源部     | 產業通商資源部     | 特許厅                               | 特許厅                               | 特許厅                               | 特許厅                               | 特許厅                               | 特許厅                               | 特許厅                               | 特許厅                               | 保健福祉部           | 保健福祉部     | 保健福祉部     | 保健福祉部     |                                        |                                        |                                        |                                        |                                        |                                        |                                        |                                        |
| 环境部             | 环境部             | 环境部             | 环境部             | 气象厅                               | 气象厅                               | 气象厅                               | 气象厅                               | 气象厅                               | 气象厅                               | 气象厅                               | 气象厅                               | 僱傭勞動部           | 僱傭勞動部     | 僱傭勞動部     | 僱傭勞動部     |                                        |                                        |                                        |                                        |                                        |                                        |                                        |                                        |
| 女性家族部         | 女性家族部         | 女性家族部         | 女性家族部         |                                      |                                      |                                      |                                      |                                      |                                      |                                      |                                      | 國土交通部           | 國土交通部     | 國土交通部     | 國土交通部     | 行政中心复合都市建设厅 \| 新万金开发厅 | 行政中心复合都市建设厅 \| 新万金开发厅 | 行政中心复合都市建设厅 \| 新万金开发厅 | 行政中心复合都市建设厅 \| 新万金开发厅 | 行政中心复合都市建设厅 \| 新万金开发厅 | 行政中心复合都市建设厅 \| 新万金开发厅 | 行政中心复合都市建设厅 \| 新万金开发厅 | 行政中心复合都市建设厅 \| 新万金开发厅 |
| 海洋水产部         | 海洋水产部         | 海洋水产部         | 海洋水产部         | 海洋警察廳                           | 海洋警察廳                           | 海洋警察廳                           | 海洋警察廳                           | 海洋警察廳                           | 海洋警察廳                           | 海洋警察廳                           | 海洋警察廳                           | 中小企业创业部       | 中小企业创业部 | 中小企业创业部 | 中小企业创业部 |                                        |                                        |                                        |                                        |                                        |                                        |                                        |                                        |